# 台湾唐松草
台湾唐松草（学名：Thalictrum urbainii）为毛茛科唐松草属下的一个种。

## 扩展阅读
維基物種上的相關：台湾唐松草